# یوسو کانگاسکورپی
یوسو کانگاسکورپی (فنلاندی: Juuso Kangaskorpi؛ زادهٔ ۴ سپتامبر ۱۹۷۵) بازیکن فوتبال اهل فنلاند بود.
وی همچنین در تیم ملی فوتبال فنلاند بازی کرده‌است.